# Arch Pond
Der Arch Pond (englisch für Bogentümpel) ist ein Tümpel an der Nordküste Südgeorgiens. Er liegt zwischen der Burnet Cove und der Poa Cove östlich der Bucht Maiviken.
Das UK Antarctic Place-Names Committee benannte ihn 1991 nach der bogenförmigen Landspitze unmittelbar westlich des Tümpels.